# 베네 테아테르

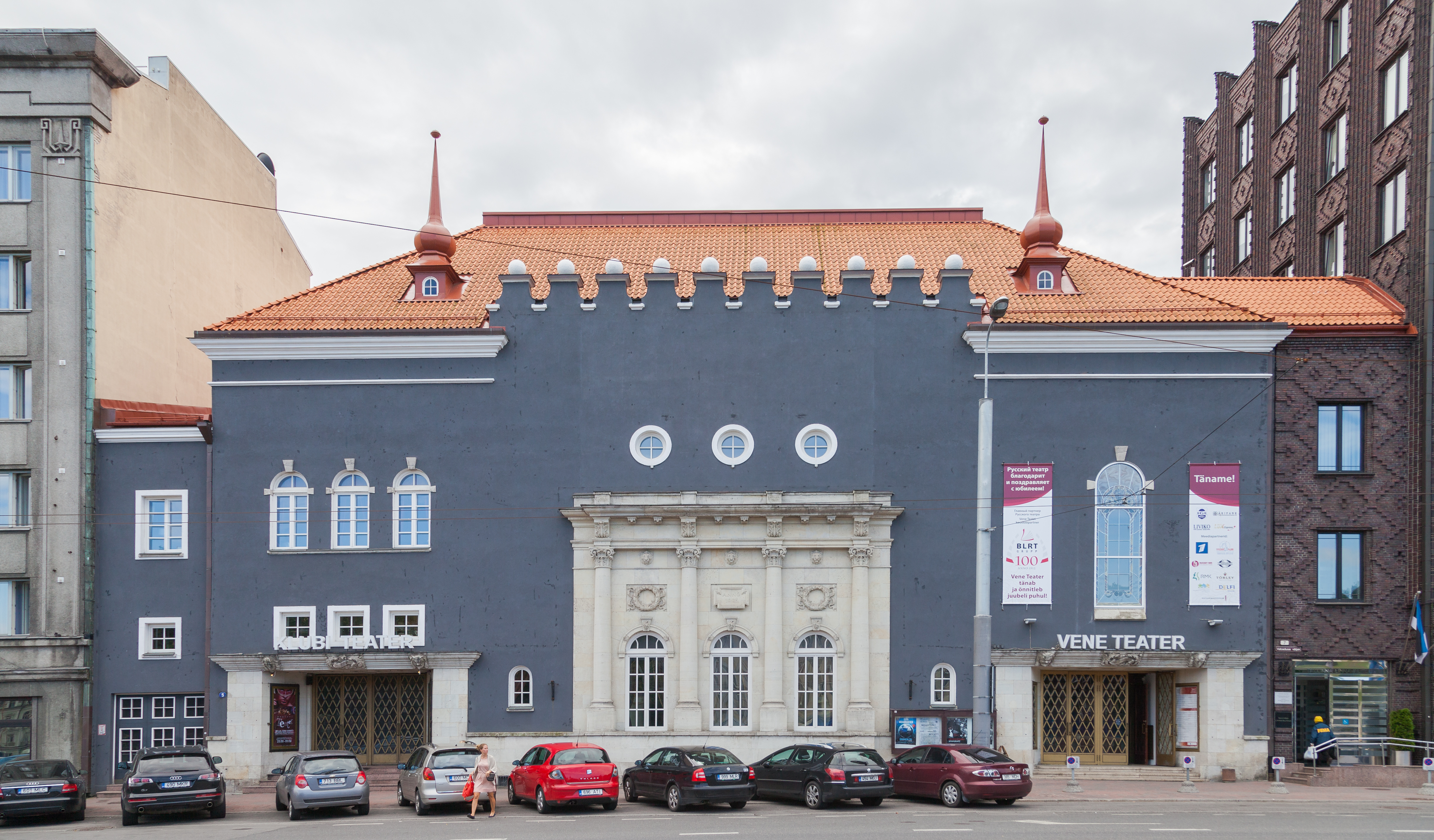
베네 테아테르

베네 테아테르(러시아어: Русский театр Эстонии, 에스토니아어: Vene Teater)는 1948년 12월 15일부터 자신의 역사를 이끌고 있는 에스토니아 탈린의 드라마극장이다. 전의 제목은 에스토니아 사회주의 공화국 러시아어 국영 극장(러시아어: Государственный русский драматический театр Эстонской ССР)이다. 에스토니아에서 유일한 러시아어로 일하고 있는 전문극장이다.

## 배우들
극장에 출연했다:
- 안드레이 타르콥스키(러시아어: Андрей Тарковский)
- 로만 빅튜크(러시아어: Роман Виктюк)
- 유리 예료민(러시아어: Юрий Ерёмин)
- 유리 실랴르트(러시아어: Юрий Силлярт)
- 니콜라이 코미사로프(러시아어: Николай Комиссаров)
- 볼데마르 판소(러시아어: Вольдемар Пансо).

- 올레그 스트리제노프(러시아어: Олег Стриженов)
- 아나톨리 솔로니친(러시아어: Анатолий Солоницын)
- 아다 로곱체바(러시아어: Ада Роговцева)

## 참고 문헌
- 에스토니아의 러시아어